# Wang Weiyi

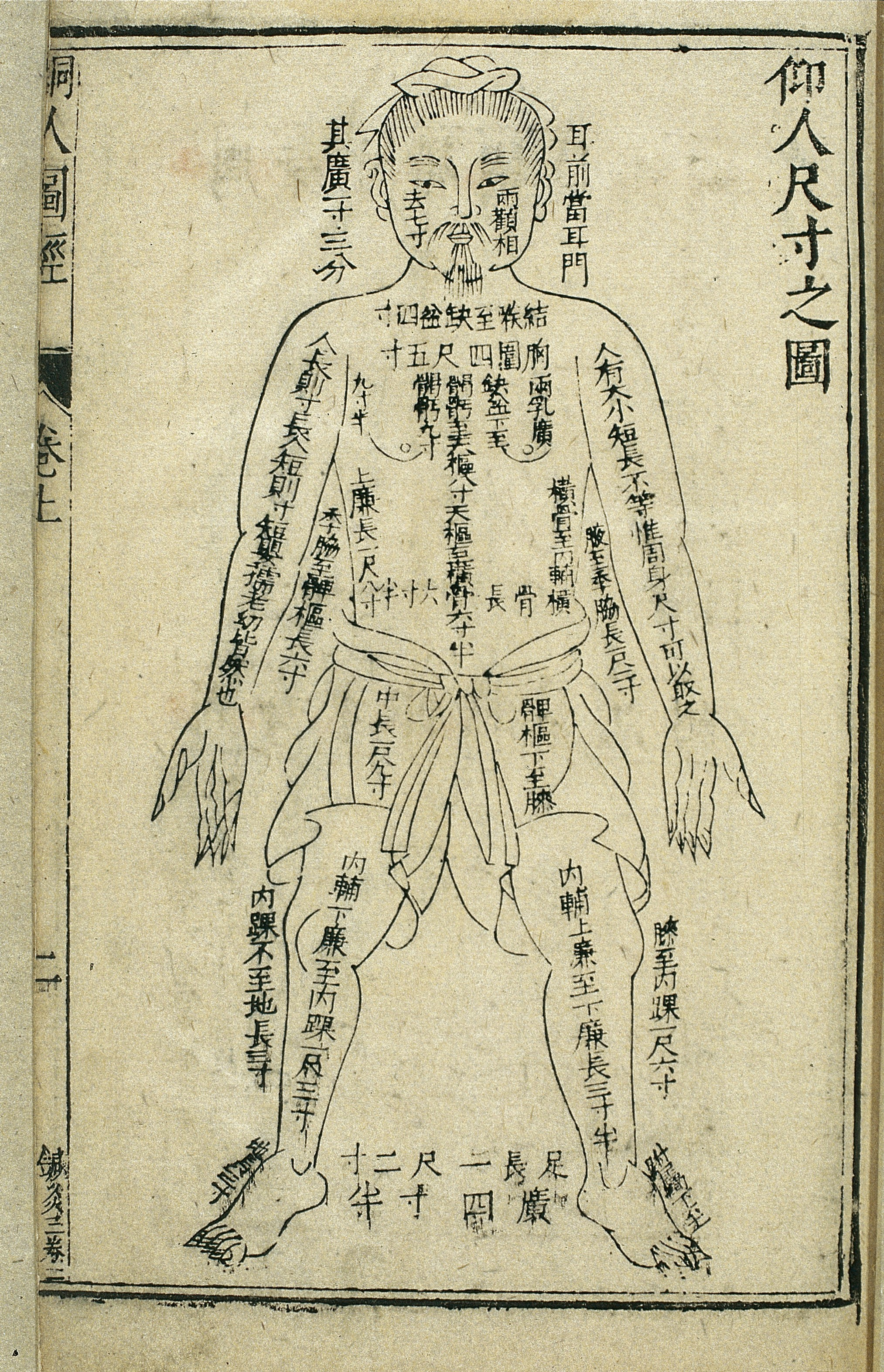
Holzschnitt aus einer mingzeitlichen Edition (1443) von Wangs Buch

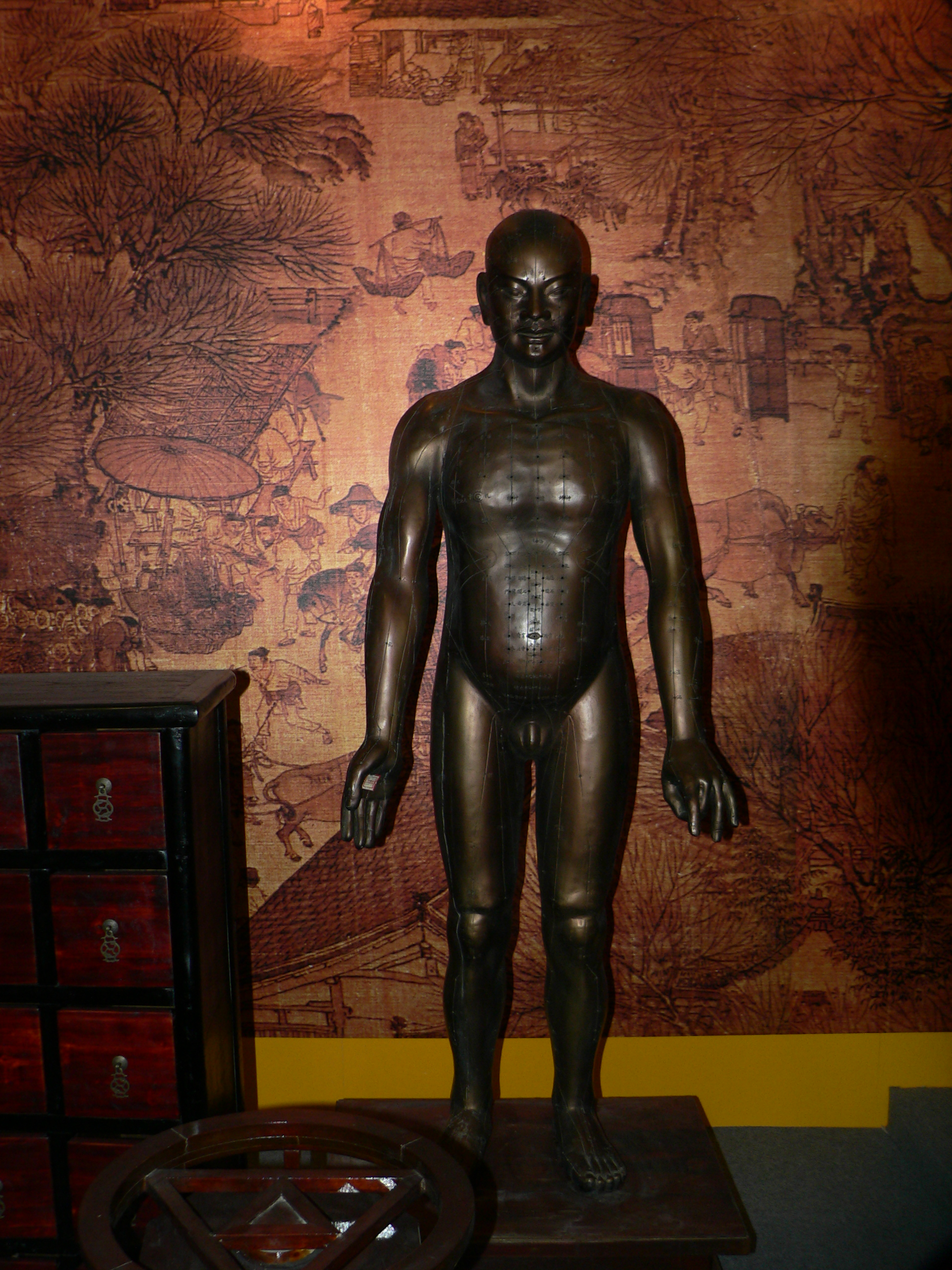
Replika einer mingzeitlichen Bronzefigur

Wang Weiyi (chinesisch 王 惟一, Pinyin Wáng Wéiyī); * ca. 987; † 1067, auch Wang Weide (chinesisch 王 惟德, Pinyin Wáng Wéidé), war ein chinesischer Arzt, der zwei Kaisern der Song-Dynastie diente und sich durch seine Entwicklung von Akupunkturmodellen aus Bronze und eines dazugehörigen Handbuchs historisch bleibende Verdienste erwarb.

## Leben und Wirken
Über Wangs Jugend und frühen Werdegang ist nichts bekannt. Im Laufe seiner Karriere stieg er zum wichtigsten Arzt an der Hanlin-Akademie (chinesisch 翰林院, Pinyin Hànlín yuàn) im Titularrang eines Chaosan Dafu (chinesisch 朝散大夫, Pinyin Cháosàn dàfū) auf.
Die Entwicklungsgeschichte der chinesischen Akupunktur zog sich über einen langen Zeitraum hinweg und zeigt neben Fortschritt auch Stillstand und Rückschritt. Zu Wangs Zeiten herrschte kein klares Bild hinsichtlich der Zahl, Lage und Nutzung der Akupunktur- und Moxa-Punkte. Überdies war das Ansehen der Akupunktur seit der Tang-Zeit, besonders infolge der ablehnenden Schriften der Arztes Wang Xi (chinesisch 王 燾, Pinyin Wáng Xī, 670–755), gesunken. Im vierten Jahr seiner Regierung – nach westlichem Kalender das Jahr 1026 – erließ dann Kaiser Renzong ein Edikt zur Wiederbelebung und Ordnung dieser Therapie.
Der mit dieser Aufgabe betraute Wang Weiyi schuf lebensgroße Bronzefiguren, die er nach intensiven Studien des Schrifttums mit 354 autorisierten Therapiepunkten versah. Auf der Oberfläche waren vierzehn Leitbahnen (Meridiane) eingraviert. Jeder Punkt war hier im ursprünglich Sinne des chinesischen Terminus jīngxué (chinesisch 经穴) ein Loch. Im Inneren der Figur befanden sich Organe und ein hölzernes Skelett. Überlieferten Beschreibungen zufolge versiegelte man bei Prüfungen die gesamte Figur mit gelbem Wachs und füllte sie mit Wasser, anderen Quellen zufolge mit Quecksilber. Wenn man den betreffenden Punkt mit der Nadel korrekt traf, quollen ein paar Tropfen hervor. Das Konzept der Akupunkturpuppen war nicht neu. Wie archäologische Funde zeigen, gab es schon in der Frühen Han-Dynastie lackierte Figuren, doch Wangs Kreationen waren lebensgroß und daher weitaus präziser. In der Folge dieser Pioniertat entstanden weitere Figuren.
Für seine Bronzemodelle verfasste Wang 1029 ein „Illustriertes Handbuch für das Nadeln und Brennen der Behandlungspunkte, gezeigt an der Bronzefigur“ (chinesisch 铜人腧穴针灸图经, Pinyin Tóngrén shùxué zhēnjiǔ tújīng). Im folgenden Jahr überwachte er die Herstellung von Steintafeln, in die dieser Text eingraviert war. Sie wurden in einem Tempel in Kaifeng (seinerzeit Bianjing, chinesisch 汴京, Pinyin Biànjīng) aufgestellt, sodass sich Interessenten Abriebe anfertigen konnten. Diese Tafeln fielen jedoch später kriegerischen Auseinandersetzungen zum Opfer. Von den 1443 erneut errichteten Tafeln sind nach deren Zerstörung gegen Ende der Ming-Zeit heute nur je zwei Abriebe in China und Japan erhalten. Der vom Kaiserlichen Hofamt in Tokyo aufbewahrte Abrieb ist digitalisiert zugänglich.
Wang war auch an einer revidierten Ausgabe des hanzeitlichen Klassikers Nan Jing (chinesisch 黃帝八十一难经, Pinyin Huángdì bāshíyī nán jīng) beteiligt.

## Frühe europäische Rezeption
Wangs „Illustriertes Handbuch für das Nadeln und Brennen der Behandlungspunkte, gezeigt an der Bronzefigur“ spielte auch in der Frühphase der europäischen Beschäftigung mit der Akupunktur eine wichtige Rolle. Als sich der niederländische Arzt Willem ten Rhijne 1674 zwei Jahre auf der niederländischen Handelsstation Dejima in Japan aufhielt, gelangte er an ein Exemplar dieses Buchs – entweder an eine der mingzeitlichen chinesischen Ausgaben oder einen japanischen Nachdruck.

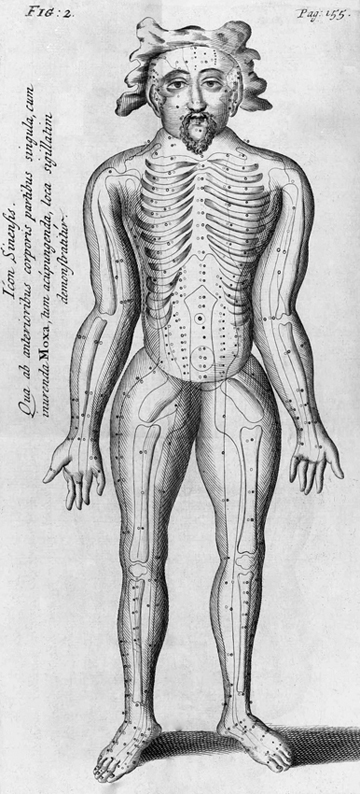
Icon Sinensis, chinesische Leitbahn-Tafel in Ten Rhijnes Mantissa Schematica, 1683.

Ten Rhijne ließ sich den Text von den beiden japanischen Dolmetschern Motoki Shōdayu und Iwanaga Sōko übersetzen bzw. erklären. Die nach seinem eigenen Eingeständnis wegen der sprachlichen und inhaltlichen Barrieren etwas wirren Resultate seiner mühseligen Erkundungen veröffentlichte er 1683 in einem in London gedruckten Sammelband: „Dissertatio de Arthritide: Mantissa Schematica: De Acupunctura: Et Orationes Tres“. Der erste Beitrag, die „Dissertatio de Arthritide“, greift das von dem in Batavia tätigen Pfarrer Hermann Buschoff publizierte erste westliche Buch zur Moxibustion auf. Ten Rhijne gibt hier aus der Sicht eines medizinischen Fachmanns erstmals detaillierte Informationen über die Moxibustion in Japan. Die hierauf folgende „Mantissa Schematica“ stellte erstmals chinesische und japanische Illustrationen der Leitbahnen für das Nadeln und Brennen vor. Allerdings interpretierte Ten Rhijne die Linien auf den Figuren als Arterien und Venen und hat daher auch große Mühe, den Zusammenhang zwischen dem Ort des Leidens (locus dolendi) und dem Ort der Therapie zu verstehen. Die sich dieser Abhandlung anschließende Arbeit ist die älteste ausführliche westliche Beschreibung des Nadelstechens. Mit ihr führte Ten Rhijne den Begriff Acupunctura (lat. acus, Nadel; pungere, stechen) in den europäischen Wortschatz ein.

## Zur Rezeption von Wangs Bronzefigur und seines Handbuchs
Die erste Ausgabe des Handbuchs von 1027 ist verschollen. Während der Jin-Dynastie (1125–1234) erschien eine erweiterte Ausgabe (chinesisch 王惟一《〔新刊补注〕铜人腧穴鍼灸図経》), die ebenfalls nicht erhalten ist. Sie wurde während der Yuan-Dynastie (1279–1368) mindestens einmal nachgedruckt. Dieser Druck ist heute digitalisiert zugänglich. Ein mingzeitlicher Druck enthält ein Vorwort des Kaisers Yingzong.
- Wáng Wéiyī: Tóngrén shùxué zhēnjiǔ tújīng. Míng-Ausgabe, Vorwort des Ming Kaisers Yingzong (chinesisch 王惟一《铜人腧穴针灸图经》，明书林宗文堂绣梓本，明英宗御制序)

Wangs Werk wurde auch im benachbarten Königreich Korea rezipiert. Hier druckte man vier Mal eine Ausgabe der Yuan-Dynastie nach. In Japan erschien 1654 ein Nachdruck der Ausgabe aus der Ming-Zeit. Mitte des 20. Jahrhunderts publizierte man in Beijing einen modernen Nachdruck.
- Wáng Wéiyī: Tóngrén shùxué zhēnjiǔ tújīng. Rénmín wèishēng chūbǎnshè, Beijing, 1956 (chinesisch 王惟一《铜人腧穴针灸图经》，北京：人民卫生出版社)

Eine Ende des 18. Jahrhunderts in Japan von dem Arzt Yamazaki Sōun (山崎 宗運, 1761–1834) auf Anordnung der Regierung (Bakufu) angefertigte Figur wird heute im Nationalmuseum Tokio aufbewahrt.